# Элмбридж
Элмбридж (англ. Elmbridge) — неметрополитенский район (англ. non-metropolitan district) со статусом боро в графстве Суррей (Англия). Административный центр — город Эшер.

## География
Район расположен в северной части графства Суррей, граничит с лондонскими боро Кингстон-апон-Темс и Ричмонд-апон-Темс.

## История
Район образован 1 апреля 1974 года в результате объединения городских районов (англ. Urban district) Ишер и Уолтон-энд-Вейбридж.

## Состав
В состав района входят 5 городов:
- Вейбридж
- Кобхем
- Молси
- Уолтон-он-Темс
- Ишер

и 1 община (англ. civil parish):
- Клейгейт